# 임동현 (양궁 선수)
임동현(林東賢, 1986년 5월 12일~)은 대한민국의 양궁 선수이다.

## 경력
고등학교 1학년 때 2002년 아시안 게임에 처음으로 참가해서 금메달을 획득하는 등 대한민국 양궁 유망주로 주목 받아 왔다. 그 후 아테네 올림픽부터 국가대표로 참가해서 꾸준히 금메달을 획득 하는 등 현재 대한민국 최고의 남자 양궁 선수로 자리잡았다.
2008년 베이징 올림픽에서 남자 양궁 단체전에서 박경모, 이창환과 함께 금메달을 획득하였다. 그러나 개인전에서는 16강에서 미국의 빅 원덜리에게 패해 탈락했다.
런던에서 열린 2012년 하계 올림픽 양궁 남자 개인 예선전에서 72발을 쏴서 699점(만점이 720점임을 감안)이라는 세계 신기록을 달성하였다. 그러나 개인전 16강에서 네덜란드의 릭 판 데르 펜에게 패하여 메달 획득에 실패했고, 단체전에서 동메달을 획득했다.
임동현의 시력은 0.1로 아주 안좋게 알려져 있으나, 활을 쏘는데는 전혀 지장이 없다고 한다. 종교는 불교이다.

## 수훈
- 체육훈장 청룡장(2006년 4월 26일)